# کسپیر
کسپیر (به انگلیسی: Casspir) یک وسیله نقلیه محافظت شده در برابر مین است که در برابر مین مقاوم است و بیش از ۳۰ سال است که در آفریقای جنوبی مورد استفاده قرار می‌گیرد. کسپیر یک وسیله نقلیه چهار چرخ محرک است که برای حمل و نقل سربازان استفاده می‌شود. این خودرو می‌تواند دو خدمه به همراه ۱۲ سرباز اضافی و تجهیزات مرتبط با آنها حمل نماید. کسپیر در هنگام معرفی و ورود به خدمت از لحاظ طراحی بی نظیر بود و پدافند غیرعامل مین را فراهم می‌کرد. بدنه اصلی زره پوش آن نقلیه بالاتر از سطح زمین قرار دارد، بنابراین وقتی یک مین منفجر می‌شود، انفجار احتمالاً به محفظه خدمه صدمه چندانی وارد نمی‌کند و از کشته شدن سرنشینان جلوگیری به عمل می‌آورد. این خودرو هم‌اکنون به عنوان ابزار مین روبی نیز مورد استفاده قرار می‌گیرد.